# August Grisebach
August Heinrich Rudolph Grisebach (17. dubna 1814, Hannover – 9. května 1879, Göttingen) byl německý botanik, profesor a ředitel botanické zahrady na univerzitě v Göttingenu.

## Životopis
Od roku 1832 studoval botaniku a lékařství nejprve na univerzitě v Göttingenu, později od roku 1834 na Humboldtově univerzitě v Berlíně, kde roku 1836 získal titul doktora všeobecného lékařství. Od roku 1837 byl nejprve soukromým docentem pro botaniku na univerzitě v Göttingenu a v rámci svých výzkumů v letech 1839 – 1840 procestoval Balkánský poloostrov a severozápadní část Malé Asie, kde studoval a podrobně popsal místní květenu. Po návratu se v roce 1841 stal mimořádným profesorem všeobecného přírodopisu na univerzitě v Göttingenu. Další výzkumné cesty po Evropě, mj. do Norska, Pyrenejí a Karpat, uskutečnil ve 40. letech a na počátku 50. let 19. století. Zajímal se zejména o geografické rozšíření různých rostlinných druhů a rodů a stal se tak jedním ze zakladatelů nového vědního oboru, geobotaniky. V roce 1847 byl na univerzitě v Göttingenu jmenován řádným profesorem přírodovědy a o deset let později (1857) ředitelem tamější botanické zahrady.
Byl členem řady vědeckých společností, mj. Královské pruské akademie věd (Königlich Preußische Akademie der Wissenschaften, nyní Berlin-Brandenburgische Akademie der Wissenschaften) a Německé přírodovědecké akademie Leopoldina (Deutsche Akademie der Naturforscher Leopoldina). Za svoje zásluhy byl v roce 1878 jmenován tajným vládním radou.
Mnoho rostlinných druhů nese ve svém latinském jménu jako přívlastek jeho jméno grisebachii.

## Dílo
- Genera et Species Gentianearum observationibus quibusdam phytogeographicis. Stuttgart - Tübingen: J. G. Cotta, 1839. VIII, 364 s.
- Über den Einfluß des Klimas auf die Begrenzung der natürlichen Floren. Linnaea. Bd. 12, s. 159–200. 1838
- Reports on botanical geography. Royal Society Reports and Papers on Botany. Vol. 1. s 57-212. 1846.
- Reports on botanical geography. Royal Society Reports and Papers on Botany. Vol. 2, s. 317–493. 1849.
- Commentatio de distributione Hieracii Generis per Europam geographica. Sectio prior. Revisio specierum Hieracii in Europa sponte crecentium. Gottingae: Dieterich, 1852. 80 s.
- Spicilegium Florae rumelicae et bithynicae, exhibens synopsin plantarum quas aest. 1839 legit. Brunsvigae: F. Vieweg, 1843-1844. 2 svazky. Vol. I: 1843. xiii, 407 s. - Vol. II: 1844. 548 s.
- Grundriß der systematichen Botanik für akademische Vorlesungen entworfen. Göttingen: Dietrich, 1854.
- Systematische Untersuchungen über die Vegetation de Karabeien, insbesondere der Insel Guadeloupe. Gottingen, 1857. 138 s.
- Flora of the British West Indian Islands. London: Lovell Reeve, 1864. 789 s.
- Die Vegetation der Erde nach ihrer klimatischen Anordnung. Ein Abriß der Vergleichenden Geographie der Pflanzen. 1. vyd. Leipzig: W. Engelmann., 1872, 2 svazky. Band I: xii, 603 s. - Band II: x, 635 s. - 2. vyd. 1884
- Catalogus Plantarum Cubensium Exhibens Collectionem Wrightianam aliasque Minores ex Insula Cuba Misas. Leipzig. 1866. iv, 301 s.
- Gesammelte Abhandlungen und kleinere Schriften zur Pflanzengeographie. Leipzig: W. Engelmann, 1880. vi, 628 s.

Kromě toho publikoval řadu kratších prací v různých vědeckých časopisech a spolupracoval s předními botaniky své doby na různých kompendiích.